# Christina Aguilera (album)
Christina Aguilera er titlen på den amerikanske sangerinde, Christina Aguileras debutalbum. Det udkom i USA den 24. august, 1999 og inkluderede hendes gennembruds-single, Genie in a Bottle såvel de senere singler What a Girl Wants, I Turn to You, og Come on over Baby (All I Want Is You).